# Digentia karnyi
Digentia karnyi är en insektsart som först beskrevs av Willy Adolf Theodor Ramme 1929.  Digentia karnyi ingår i släktet Digentia och familjen gräshoppor. Inga underarter finns listade i Catalogue of Life.